# Josef Bican
Josef « Pepi » Bican, né le 25 septembre 1913 à Vienne en Autriche-Hongrie et mort le 12 décembre 2001 à Prague en République tchèque, est un footballeur international autrichien puis tchécoslovaque. Il évoluait au poste d'attaquant avant de devenir entraîneur.
Il est le deuxième buteur le plus prolifique de l'histoire du football mondial derrière Erwin Helmchen (en) (989 buts) avec 950 buts marqués en matchs officiels,, Selon RSSSF, il a marqué plus de 1 813 buts, y compris des matchs amicaux,. L'IFFHS lui a même décerné un « Ballon d’or » le reconnaissant comme le plus grand buteur du siècle dernier.

## Biographie
Né à Vienne en Autriche-Hongrie, dans une famille pauvre, Josef Bican est repéré pour ses talents de buteur à l'âge de 18 ans. Alors qu’il est âgé d’à peine huit ans, son père décède d’une maladie aux reins contractée lors d’un match de football. Ce drame plonge la famille Bican dans une grande pauvreté, obligeant Josef à jouer au football sans chaussures. Son talent est dû à des capacités athlétiques exceptionnelles. Très habile des deux pieds avec une vision de jeu parfaite, Josef Bican avait aussi la capacité de courir le 100 mètres en 10,8 secondes, ce qui était très rapide pour les sprinters de l'époque. Dès ses 15 ans, il joue à Schustek et à Farbenlutz et enfile les buts comme des perles.
Rapidement considéré comme le plus grand club du pays, le Rapid Vienne s'intéresse à ce phénomène et le signe en 1931. Lorsque Josef Bican a rejoint le Rapid Vienne, il a reçu 150 schillings. Alors âgé de 20 ans, le Rapid Vienne voulait le garder tant qu'il le paye 600 schillings. Lors de son premier match contre l'Austria Vienna, club où a joué Matthias Sindelar, Bican a marqué quatre buts dans une victoire 5-3. Bican a remporté le titre autrichien avec le Rapid en 1934-1935 et son premier titre de buteur, mais à la fin de la saison, il avait été suspendu après avoir refusé de signer un nouveau contrat et Bican a décidé de faire grève. Par l'intermédiaire d'un de ses oncles, un accord a été conclu avec Admira Wien, à l'époque la partie la plus titrée de l'histoire autrichienne. Pourtant, Rapid a refusé de publier son inscription et Bican a passé neuf mois sans même jouer. Lorsqu'il a été autorisé à partir, Bican a remporté des championnats au cours de ses deux saisons avec le club de Vienne, mais son cœur était tourné vers la patrie de sa famille. En 1937, Bican quitte Vienne pour rejoindre le club tchèque du Slavia Prague. Bican a été le meilleur buteur de sa première saison, mais Slavia a terminé deuxième. La saison suivante, en mars 1939, l'Allemagne envahit la Tchécoslovaquie et le football se divise de la même manière, les clubs bohémiens et moraves transférant leurs résultats de la ligue tchécoslovaque à la nouvelle ligue Cesko-moravska. Bican a de nouveau été le meilleur buteur de la ligue mais le Sparta Prague, le plus grand rival a de nouveau remporté le championnat (26 buts).Il mène le Slavia Prague à la victoire en Coupe Mitropa en finissant meilleur buteur de la compétition (10 buts),. La troisième année (1941), le premier des quatre championnats est venu avec le troisième des 10 titres de buts en continu. Il a joué pour Slavia tout au long de la Seconde Guerre mondiale. Il y restera onze ans, inscrivant 622 buts en matches officiels (1937-1948 et 1953-1955).

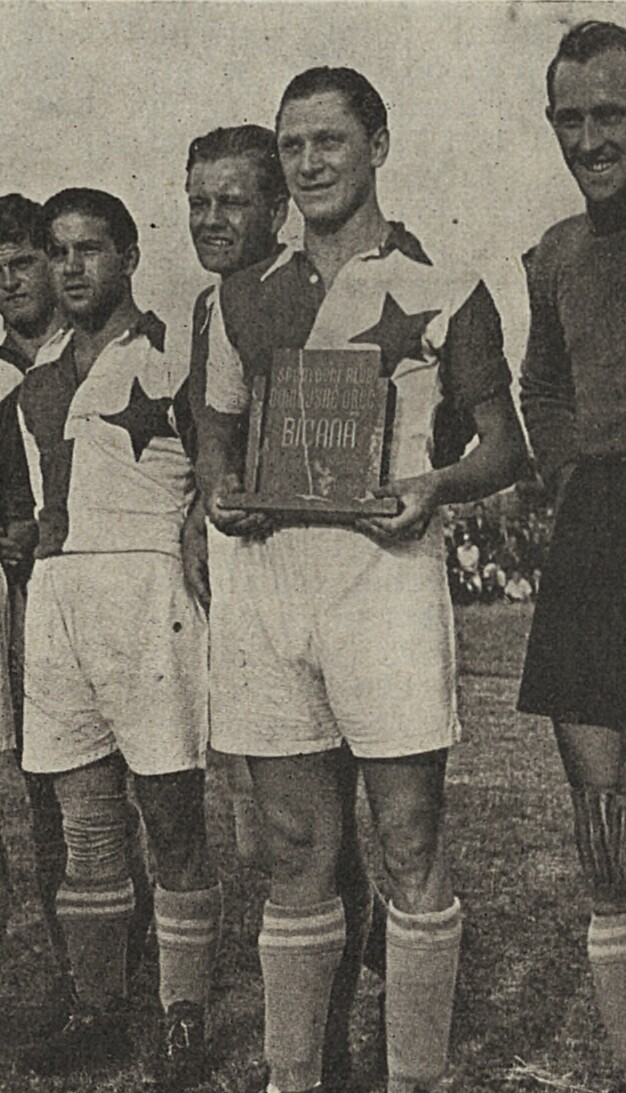
Josef Bican avec le Slavia Prague en août 1938.

Dans un match de championnat contre Zlín, il marqua à sept reprises (1939-1940). Au cours de la saison 1940-1941, Bican égala son exploit de la saison précédente, encore une fois contre SK Bafa Zlín, en marquant sept fois, le Slavia Prague l'emportant 12-1. En 1947-1948, Bican marque une nouvelle fois sept buts, lors du match du Slavia Prague contre le České Budějovice qui se termina par le score de 15-1.
Dans une Europe dévastée après la guerre, les plus grands clubs voulaient recruter Josef Bican. La Juventus FC lui aurait offert de belles raisons de les rejoindre, mais il a refusé après avoir été informé que les communistes pourraient contrôler l'Italie. Il décide donc de rester à Prague, mais les communistes arrivent au pouvoir pendant l'année 1948. Josef Bican refuse de se joindre au Parti communiste tchécoslovaque, tout comme il refuse de se joindre au parti nazi en Autriche. L'image de Josef Bican l'avait établi comme l'un des plus grands noms de la société du pays. Mais ses jours heureux allaient bientôt être révolus. Le gouvernement communiste voulait utiliser Bican comme arme de propagande. Lorsqu'il a refusé d'être une marionnette, les autorités tchécoslovaques ont dit que Bican était un viennois bourgeois, ignorant son argument selon lequel ses origines étaient humbles. Bican a essayé d'améliorer sa position avec les communistes en rejoignant les aciéries Železárna Vítkovice. En 1952, il rejoint le FC Hradec Králové, où il réussit à marquer 53 buts en 26 matches. Le 1er mai 1953, le Parti communiste l'oblige à quitter la ville, et donc le club. Après avoir été forcé de partir, il est retourné à Slavia Prague, ou, comme on l'appelait alors, Dynamo Prague. Il a finalement pris sa retraite de joueur, toujours à Slavia, à l'âge de 42 ans en 1955. Il était le joueur le plus âgé de la ligue à cette époque.

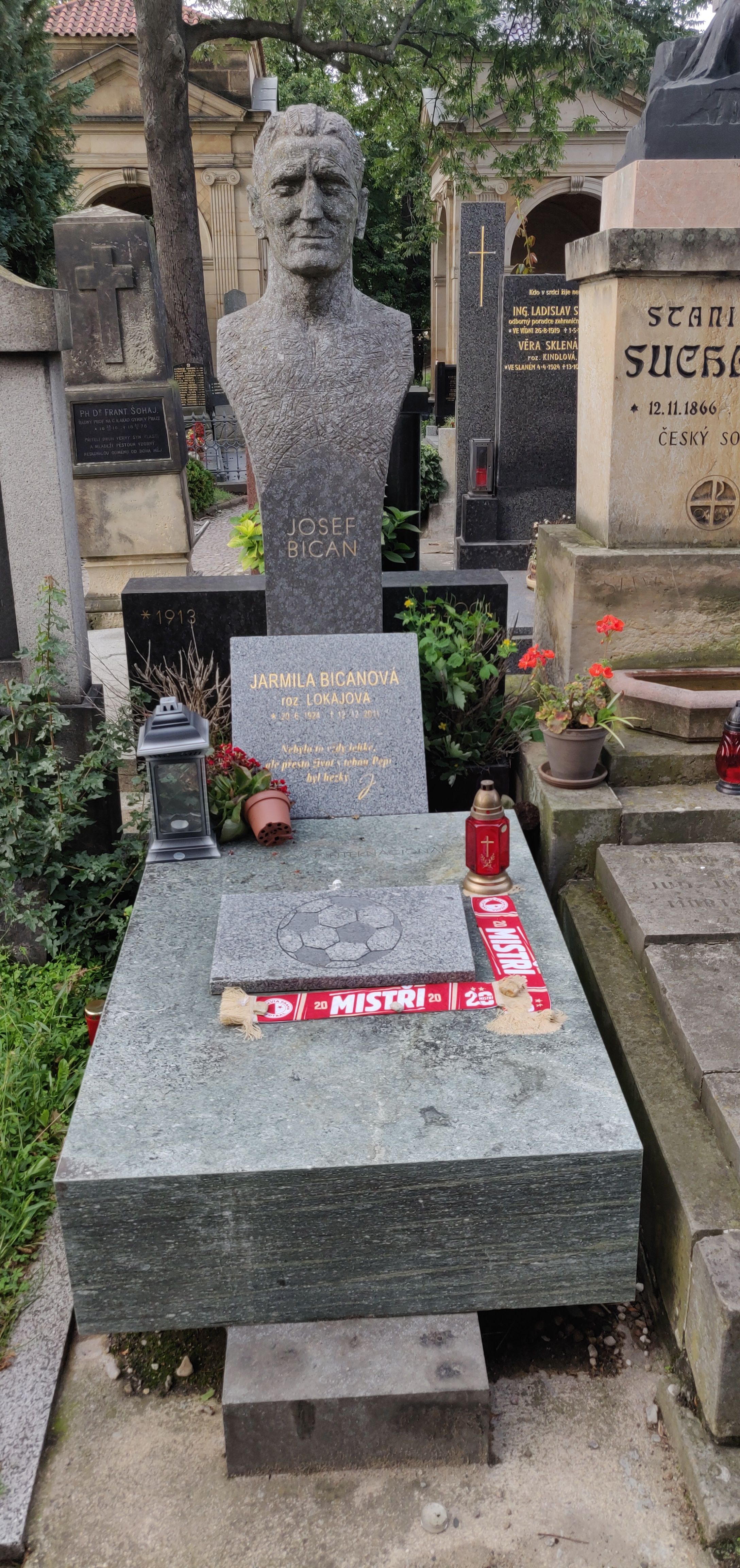
La tombe de Josef Bican à Prague.

 Il termina sa carrière à l'âge de 42 ans, en 1955, au Slavia Prague renommé en Dynamo Prague. Il a été le plus vieux joueur en activité du championnat à cette époque là. Il fut le meilleur buteur du championnat de Tchécoslovaquie à 11 reprises.
 
Le meilleur buteur de l'histoire a connu trois sélections différentes. Un départ sous le maillot de l'équipe d'Autriche; Il dispute la Coupe du monde 1934 où il atteint les demi - finales. La Wunderteam surnom donné à l'équipe autrichienne pendant les années 1930, était l'équipe référent en Europe malgré son absence de palmarès. Après 19 sélections et 14 buts avec l'Autriche, Josef Bican joua à partir de 1938 pour la Tchécoslovaquie. Il inscrivit 12 buts en 14 sélections, dont un quadruplé contre la Roumanie lors d'une victoire 6-2 en 1938. Sans la Seconde Guerre mondiale, Josef Bican aurait pu totaliser un bien plus grand nombre de sélections. En 1939, il goûte à une troisième sélection méconnue. Après le démembrement de sa nation par le Troisième Reich. L'équipe de Bohème-Moravie est créée par le régime nazi. Une sélection représentant une région austro-hongroise. Il honorera une seule sélection le 12 novembre, réalisant un triplé face à l'Allemagne dans un match nul (4-4) à Wrocław en Pologne. Sa dernière apparition en équipe nationale a lieu le 4 septembre 1949 lors d'un revers face à la Bulgarie (3-1).
Il commence sa carrière d'entraîneur au club qui lui a permis de se consacrer, le Slavia Prague. Il entrainera 5 autres clubs Tchécoslovaques entre 1956 (départ de son poste d'entraîneur au slavia prague) et 1960. Après le Printemps de Prague en 1968 (une série de réformes libérales voulues par le dirigeant Tchécoslovaque Alexander Dubcek, qui se sont soldées par l'intervention des forces armées du Pacte de Varsovie.) Il put exercer son activité d'entraîneur à l'extérieur du pays. Et c'est ainsi qu'il se retrouve a la tête du K Sportclub Tongres, club amateur de la ville de Tongres en Flandre. Il y restera durant 3 ans.
Josef Bican s'éteint en 2001 à âge de 88 ans, des suites de problèmes cardiaques. Aussi méconnu soit-il dans le monde du ballon rond, l'Autrichien demeure une véritable légende. Questionné sur sa discrétion concernant ses exploits fantasques, lui qui affirme avoir marqué 5 000 buts dans sa carrière, il a simplement répondu: – Qui m'aurait cru si j'avais dit que j'avais marqué cinq fois plus de buts que Pelé ?,

## Statistiques

### Tous les buts officiel
| Compétition                   | Matchs | Buts |
| ----------------------------- | ------ | ---- |
| Championnat nationale D1      | 358    | 526  |
| Championnat nationale D2 - D3 | 81     | 150  |
| Coupes nationales             | 65     | 134  |
| Coupes européennes            | 15     | 15   |
| En sélection national         | 49     | 48   |
| Autres sélection              | 26     | 25   |
| Tournoi d'hiver               | 30     | 52   |
| Total sur la carrière         | 624    | 950  |

- RSSSF (2022)

### Statistiques détaillées
| Saison                | Club                  | Championnat           | Championnat | Championnat | Coupe(s) nationale(s) | Coupe(s) nationale(s) | Compétition(s) continentale(s) | Compétition(s) continentale(s) | Compétition(s) continentale(s) | Stredoceske Pohar | Stredoceske Pohar | Total | Total |
| Saison                | Club                  | Division              | M.          | B.          | M.                    | B.                    | Comp.                          | M.                             | B.                             | M.                | B.                | M.    | B.    |
| 1931                  | Farbenlutz            | VAFO                  | 2           | 2           | -                     | -                     | -                              | -                              | -                              | -                 | -                 | 2     | 2     |
| Sous-total            | Sous-total            | Sous-total            | 2           | 2           | -                     | -                     | -                              | -                              | -                              | -                 | -                 | 2     | 2     |
| 1931                  | Rapid Vienne-amat.    | -                     | -           | -           | 2                     | 3                     | -                              | -                              | -                              | -                 | -                 | 2     | 3     |
| Sous-total            | Sous-total            | Sous-total            | -           | -           | 2                     | 3                     | -                              | -                              | -                              | -                 | -                 | 2     | 3     |
| 1931-1932             | Rapid Vienne II       | Division 2            | 13          | 24          | -                     | -                     | -                              | -                              | -                              | -                 | -                 | 13    | 24    |
| Sous-total            | Sous-total            | Sous-total            | 13          | 24          | -                     | -                     | -                              | -                              | -                              | -                 | -                 | 13    | 24    |
| 1931-1932             | Rapid Vienne          | Division 1            | 8           | 10          | 2                     | 2                     | -                              | -                              | -                              | -                 | -                 | 10    | 12    |
| 1932-1933             | Rapid Vienne          | Division 1            | 16          | 11          | 2                     | 6                     | -                              | -                              | -                              | -                 | -                 | 18    | 17    |
| 1933-1934             | Rapid Vienne          | Division 1            | 22          | 29          | 5                     | 5                     | CM                             | 3                              | 1                              | -                 | -                 | 30    | 35    |
| 1934                  | Rapid Vienne          | Division 1            | 3           | 4           | -                     | -                     | -                              | -                              | -                              | -                 | -                 | 3     | 4     |
| Sous-total            | Sous-total            | Sous-total            | 49          | 54          | 9                     | 13                    | -                              | 3                              | 1                              | -                 | -                 | 61    | 68    |
| 1935-1936             | Admira Vienne         | Division 1            | 15          | 8           | 2                     | 3                     | CM                             | 2                              | 2                              | -                 | -                 | 19    | 13    |
| 1936-1937             | Admira Vienne         | Division 1            | 11          | 10          | 1                     | 2                     | -                              | -                              | -                              | -                 | -                 | 12    | 12    |
| Sous-total            | Sous-total            | Sous-total            | 26          | 18          | 3                     | 5                     | -                              | 2                              | 2                              | -                 | -                 | 31    | 25    |
| 1937                  | Slavia Prague         | 1. fotbalová liga     | -           | -           | -                     | -                     | -                              | -                              | -                              | 4                 | 4                 | 4     | 4     |
| 1937-1938             | Slavia Prague         | 1. fotbalová liga     | 19          | 26          |                       |                       | CM                             | 8                              | 10                             | -                 | -                 | 27    | 36    |
| 1938-1939             | Slavia Prague         | První Liga            | 20          | 29          |                       |                       | CM                             | 2                              | 2                              | -                 | -                 | 22    | 31    |
| 1939-1940             | Slavia Prague         | První Liga            | 22          | 50          | 3                     | 5                     | -                              | -                              | -                              | 1                 | 4                 | 26    | 59    |
| 1940-1941             | Slavia Prague         | První Liga            | 22          | 32          | 5                     | 11                    | -                              | -                              | -                              | 4                 | 7                 | 31    | 50    |
| 1941-1942             | Slavia Prague         | První Liga            | 22          | 38          | 7                     | 19                    | -                              | -                              | -                              | 3                 | 6                 | 32    | 63    |
| 1942-1943             | Slavia Prague         | První Liga            | 22          | 39          | 1                     | 0                     | -                              | -                              | -                              | 3                 | 7                 | 26    | 46    |
| 1943-1944             | Slavia Prague         | První Liga            | 26          | 37          | 1                     | 3                     | -                              | -                              | -                              | 5                 | 10                | 32    | 50    |
| 1944-1945             | Slavia Prague         | První Liga            | 9           | 16          | 6                     | 20                    | -                              | -                              | -                              | -                 | -                 | 15    | 36    |
| 1945-1946             | Slavia Prague         | 1. fotbalová liga     | 26          | 31          |                       |                       | -                              | -                              | -                              | 1                 | 1                 | 27    | 32    |
| 1946-1947             | Slavia Prague         | 1. fotbalová liga     | 23          | 43          |                       |                       | -                              | -                              | -                              | 1                 | 1                 | 24    | 44    |
| 1947-1948             | Slavia Prague         | 1. fotbalová liga     | 23          | 21          |                       |                       | -                              | -                              | -                              | 3                 | 4                 | 26    | 25    |
| 1948                  | Slavia Prague         | 1. fotbalová liga     | 7           | 21          |                       |                       | -                              | -                              | -                              | -                 | -                 | 7     | 21    |
| 1948                  | Slavia Prague II      | Division 2            | 2           | 9           |                       |                       | -                              | -                              | -                              | -                 | -                 | 2     | 9     |
| Sous-total            | Sous-total            | Sous-total            | 221         | 426         | 23                    | 58                    | -                              | 10                             | 12                             | 25                | 44                | 279   | 540   |
| 1949                  | Vítkovické Železárny  | Division 2            | 17          | 44          |                       |                       | -                              | -                              | -                              | -                 | -                 | 17    | 44    |
| 1950                  | Vítkovické Železárny  | 1. fotbalová liga     | 23          | 22          |                       |                       | -                              | -                              | -                              | -                 | -                 | 23    | 22    |
| 1951                  | Vítkovické Železárny  | 1. fotbalová liga     | 18          | 8           |                       |                       | -                              | -                              | -                              | -                 | -                 | 18    | 8     |
| Sous-total            | Sous-total            | Sous-total            | 58          | 74          |                       |                       | -                              | -                              | -                              | -                 | -                 | 58    | 74    |
| 1952                  | Skoda Hradec Kralove  | Division 2            | 26          | 53          | 8                     | 7                     | -                              | -                              | -                              | -                 | -                 | 34    | 60    |
| Sous-total            | Sous-total            | Sous-total            | 26          | 53          | 8                     | 7                     | -                              | -                              | -                              | -                 | -                 | 34    | 60    |
| 1953                  | Dynamo Prague         | 1. fotbalová liga     | 10          | 7           |                       |                       | -                              | -                              | -                              | -                 | -                 | 10    | 7     |
| 1954                  | Dynamo Prague         | 1. fotbalová liga     | 14          | 11          |                       |                       | -                              | -                              | -                              | -                 | -                 | 14    | 11    |
| 1955                  | Dynamo Prague         | 1. fotbalová liga     | 8           | 4           |                       |                       | -                              | -                              | -                              | -                 | -                 | 8     | 4     |
| Sous-total            | Sous-total            | Sous-total            | 32          | 22          |                       |                       | -                              | -                              | -                              | -                 | -                 | 32    | 22    |
| 1957                  | FC Slovan Liberec     | Division 3            | 1           | 0           | -                     | -                     | -                              | -                              | -                              | -                 | -                 | 1     | 0     |
| Sous-total            | Sous-total            | Sous-total            | 1           | 0           | -                     | -                     | -                              | -                              | -                              | -                 | -                 | 1     | 0     |
| 1957                  | FC Zbrojovka Brno     | Division 3            | 4           | 2           | -                     | -                     | -                              | -                              | -                              | -                 | -                 | 4     | 2     |
| Sous-total            | Sous-total            | Sous-total            | 4           | 2           | -                     | -                     | -                              | -                              | -                              | -                 | -                 | 4     | 2     |
| Total sur la carrière | Total sur la carrière | Total sur la carrière | 432         | 675         | 45                    | 86                    | -                              | 15                             | 15                             | 25                | 48                | 517   | 824   |

Sources : 
RSSSF: Josef Bican - Additional Data - Slavia Praha - HistoricalLineups - IFFHS - Český a československý fotbal - ARFTS - ARFTS2 - ARFTS3 - ARFSH - ARFSH2

### En sélection
| Autriche          | 1933–1936       | 19 | 14 |  |                       |                       |    |    |
| Tchécoslovaquie   | 1938, 1946–1949 | 14 | 12 |  |                       |                       |    |    |
| Bohême et Moravie | 1939            | 2  | 6  |  | Total sur la carrière | Total sur la carrière | 35 | 32 |

- Source Rec(reational) Sport Soccer Statistics Foundation (RSSSF) : Josef Bican - International goals

- Source International Federation of Football History & Statistics (IFFHS) :

## Palmarès
- 4e de la Coupe du Monde en 1934 (Autriche)
- Vainqueur de la Coupe Mitropa en 1938 (Slavia Prague)
- Champion de Tchécoslovaquie (ou Bohême et Moravie) en 1940, 1941, 1942, 1943 et 1947 (Slavia Prague)
- Champion d'Autriche en 1935 (Rapid Vienne), 1936 et 1937 (Admira Wacker)
- Vice-champion d’Autriche en 1933 et 1934 (Rapid de Vienne)
- Finaliste de la Coupe d’Autriche en 1934 (Rapid de Vienne)
- Vainqueur de la Coupe de Bohême-Moravie en 1941, 1943 et 1944 (Slavia Prague)

### Individuel
- Meilleur buteur du XXe siècle en 2000 par l'IFFHS
- Meilleur buteur de la Coupe Mitropa en 1938 (Slavia Prague)
- Meilleur buteur du Championnat d'Autriche en 1934 (Rapid Vienne)
- Meilleur buteur du Championnat de Tchécoslovaquie en 1938, 1946, 1947, 1948 (Slavia Prague) et 1950 (FC Vitkovice)
- Meilleur buteur de Championnat de Bohême et Moravie en 1940, 1941, 1942, 1943 et 1944 (Slavia Prague)
- Le 28 septembre 1999, un astéroïde (10634) est nommé d'après lui « Pepibican » en l'honneur de sa longue carrière[14]
- Intronisé au « Hall of Fame » de la République tchèque en 2013.